# 世界献血者日

世界献血者日标志

每年的6月14日是世界献血者日（英語：World Blood Donor Day）。
该主题日由世界卫生组织、红十字会与红新月会国际联合会、国际献血组织联合会、国际输血协会于2004年发起，旨在鼓励世界各国的健康人群无偿献血，并通过这一日宣传和推动全球血液安全规划的实施。6月14日为发现ABO血型的奥地利病理遗传学家卡尔·兰德施泰纳的诞辰日，为纪念他而选定了这一天。2004年6月14日为第一个世界献血者日。
2005年5月24日，在第五十八届世界卫生大会上，192个世界卫生组织成员国通过决议，决定认可世界献血者日为国际性纪念日。
每年各有关组织会选定一个主题和一个城市作为宣传中心。

## 历年主题和宣传中心
| 2004年 | 血液，生命的礼物。                                                               |          |
| 2005年 | 赞颂您血液的礼物。                                                               | 英国伦敦 |
| 2006年 | 让人人享有血液安全。                                                             | 泰国曼谷 |
| 2007年 | 安全血液促进母亲安全。                                                           |          |
| 2008年 | 定期献血。                                                                       |          |
| 2009年 | 继续重视通过实现100%自愿无偿捐献血液和血液成分的目标，改善安全和充足的血液供应。 |          |
| 2010年 | 向世界提供新鲜血液。                                                             |          |
| 2011年 | 捐献更多血液，挽救更多生命。                                                     |          |
| 2012年 | 每位献血者都是英雄。                                                             |          |
| 2013年 | 每一份献血都是生命的礼物。                                                       |          |
| 2014年 | 安全血液挽救母亲生命。                                                           |          |
| 2015年 | 感谢您挽救我的生命。                                                             |          |
| 2016年 | 血液连接你我。                                                                   |          |
| 2017年 | 您可怎樣拯救生命？                                                               |          |
| 2018年 | 給血同行，分享生命，捐血救人。                                                   |          |
| 2019年 | 血液安全，人人共享。                                                             |          |
| 2020年 | 安全血液拯救生命。 捐血，讓世界更健康。                                          |          |
| 2021年 | 捐血，讓世界繼續跳動。                                                           |          |
| 2022年 | 捐血是一種團結行為。加入我們，拯救生命。                                         |          |